# Драган Жика Стојановић
Драган Жика Стојановић (1969), дугогодишњи новинар и телевизијски водитељ, документариста и репортер. Члан је Управе Удружења новинара Србије.

## Биографија
Драган Жика Стојановић је комплетни аутор култног телевизијског серијала Промаја, који се емитује од 1994. године до данас. Добитник је бројних новинарских награда и признања. Током три деценије дуге каријере снимио је на стотине телевизијских прича, више документарних серијала и филмова. Већ петнаест година, готово свакодневно, уређује и води Јутарњи програм на телевизији у програму уживо. Тренутно ради на ТВ Зона плус.